# Joseph Safra
Joseph Safra (arabă يوسف صفرا ; n. 1 septembrie 1938, Beirut, Republica Libaneză sub mandat francez⁠(d) – d. 10 decembrie 2020, São Paulo, São Paulo, Brazilia) a fost un bancher brazilian, care a administrat imperiul bancar și investițional brazilian, Safra Group. A fost președinte al tuturor companiilor Safra, printre care Safra National Bank of New York și Banco Safra cu sediul în São Paulo, Brazilia. Safra a avut o avere netă de aproximativ 20,5 miliarde de dolari. Joseph Safra era de origine evreiască din Liban și provenea din familia Safra.

## Legături externe
- Forbes World's Richest People
- Meet Joseph Safra, The Richest Banker On The Planet and The Safra Dynasty: The Mysterious Family Of The Richest Banker In The World on Business Insider